# Grondwet van Kroatië

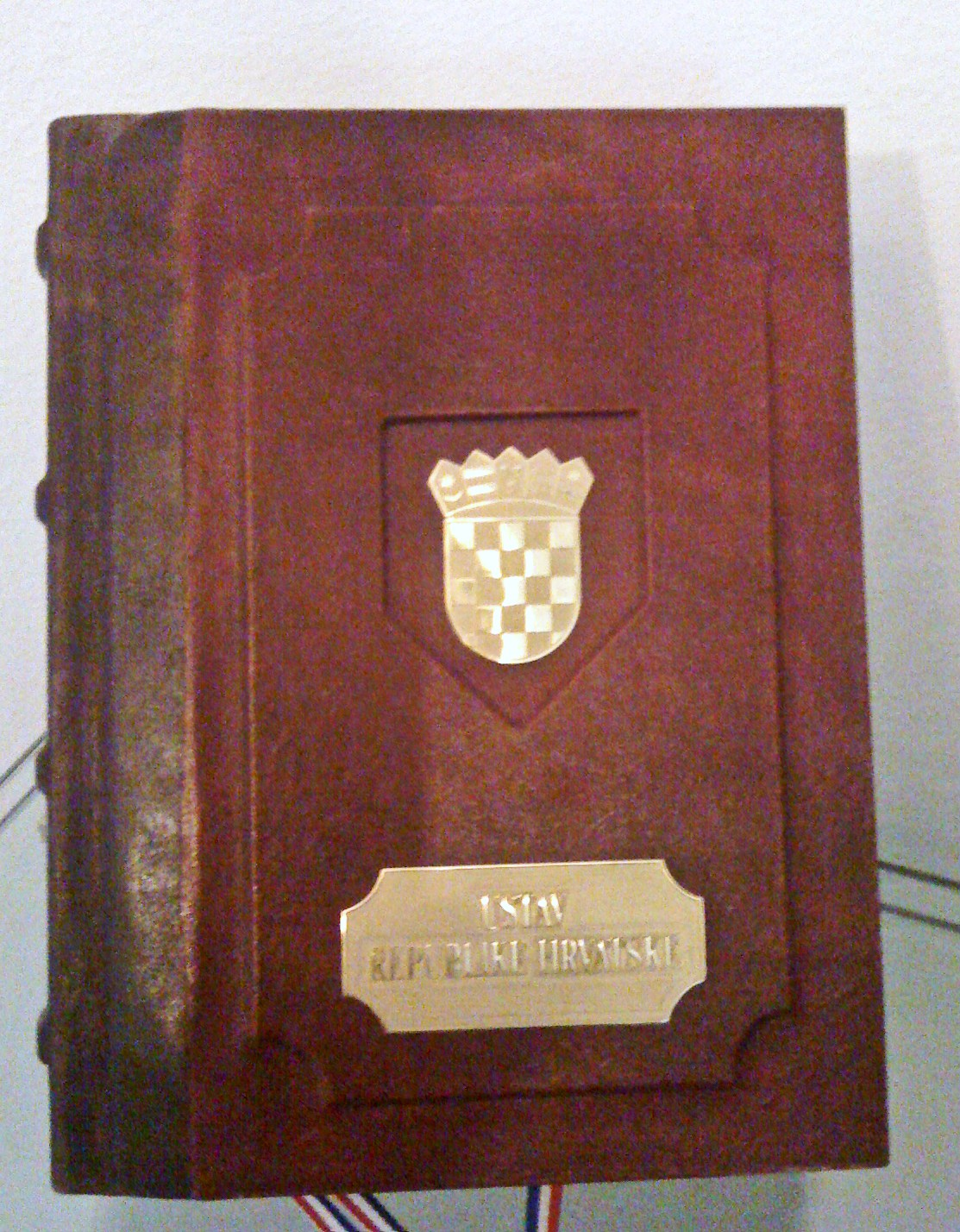
Afschrift van de grondwet van Kroatië in de lobby van het constitutioneel hof van Kroatië

De huidige grondwet van de Republiek Kroatië is aangenomen door het Kroatisch parlement op 22 december 1990. Het verving de geratificeerde grondwet van 1974 in Socialistische Federale Republiek Joegoslavië. De Kroatische vertegenwoordigers wezen in de eerste parlementaire verkiezingen waarbij meerdere partijen mochten meedoen (gehouden in april 1990), het communisme af en namen een democratische grondwet aan.
De grondwet van 1990 is gebaseerd op de Vijfde Franse Republiek, waarbij de president zijn grote macht deelt met de regering. In 2000 en 2001 werd de grondwet gewijzigd; in 2000 werd er een tweekamerstelsel ingevoerd, in 2001 werd de Kamer van Provincies afgeschaft waardoor het eenkamerstelsel werd ingevoerd en de macht van de president werd ingeperkt.